# Bernard le Bovier de Fontenelle
Bernard le Bovier de Fontenelle (Rouen, 11. veljače 1657. – Pariz, 9. siječnja 1757.) bio je francuski književnik.
Bio je nećak Pierrea i Thomasa Corneillea. Napisao je nekoliko književnih i popularno-filozofskih spisa. U „Prepirci između Starih i Mladih” (Digressions sur les Anciens et les Modernes; 1688.) zauzeo je stajalište Mladih. Bio je pobornik eksperimentalne znanosti te je napisao prvo popularno djelo te vrste: „Razgovori o mnogobrojnosti svjetova” (Entretiens sur la pluralité des mondes; 1686.).
Napisao je i djela: „Dijalozi mrtvih” (Dialogues des Morts; 1683.) i „Povijest proročanstava” (Histoire des oracles; 1687.).